# Царев двор
Царев двор, Царедвор или Царевдвор (на македонска литературна норма: Царев Двор) е село в община Ресен, Северна Македония.

## География
Селото е разположено в центъра на Горна Преспа на km южно от град Ресен, през него минава река Източница.

## История
В XIX век Царев двор е село в Битолска кааза, Нахия Долна Преспа на Османската империя. Църквата „Свети Никола“ е от 1875 година. В „Етнография на вилаетите Адрианопол, Монастир и Салоника“, издадена в Константинопол в 1878 година и отразяваща статистиката на населението от 1873 година, Царидвор (Tzaridvor) е посочено като село със 125 домакинства и 200 жители мюсюлмани и 120 българи.
Според статистиката на Васил Кънчов („Македония. Етнография и статистика“) от 1900 година Царедворъ има 1025 жители, от които 650 българи християни, 350 българи мохамедани и 25 турци.
На Етнографската карта на Битолския вилает на Картографския институт в София от 1901 година Царедвор е смесено село българи, албанци и власи в Битолската каза на Битолския санджак със 196 къщи.
По време на Илинденското въстание селото е нападнато от турски аскер. От селото през въстанието загиват Коте Андонов, Никола Кокарев, Таневица Стоевска и четникът Ристе Нунев.
В началото на XX век българското население на селото е под върховенството на Българската екзархия. По данни на секретаря на екзархията Димитър Мишев („La Macédoine et sa Population Chrétienne“) през 1905 година в Царедвор има 760 българи екзархисти и работи българско училище.
Царев двор е сред най-богатите села на областта и се намира на шосейния път Битоля – Корча. През 1910 година със 750 лири местните българи построяват нова училищна сграда на два етажа, с осем стаи и салон.
По време на Балканската война 6 души от Царев двор се включват като доброволци в Македоно-одринското опълчение. По време на войната в селото влизат сръбски части. На 14 ноември сръбските власти арестуват българския учител в селото Никола Мильовски и свещеника Харалампи Георгиев, както и свещеника от Езерани Насте Пейчинов и ги заплашват с убийство, ако не се обявят за сърби. Когато българските първенци отказват ги пребиват от бой и ги затварят. Най-жестоко е пребит Мильовски.
През войната селото е окупирано от сръбски части и остава в Сърбия след Междусъюзническата война.
Според преброяването от 2002 година селото има 605 жители, от които:
| Националност     | Всичко |
| северномакедонци | 520    |
| албанци          | 0      |
| турци            | 81     |
| роми             | 0      |
| власи            | 0      |
| сърби            | 0      |
| бошняци          | 0      |
| други            | 4      |

## Личности
Родени в Царедвор
- Кирил Положко-Кумановски (1934 - 2013), митрополит на МПЦ
- Мирче Ангел, българин, православен, арестуван преди април 1904 година, обвинен в „преписка с българската бунтовническа организация“, осъден от Извънредния съд на 8 години каторга, лежал в Битолския затвор, амнистиран с общата амнистия от 12 април 1904 година[11]
- Наум Настев (1873 - ?), български революционер от ВМОРО
- Никола Кокарев (1876 – 1903), български революционер от ВМОРО
- Пандо Андреев, македоно-одрински опълченец, нестроева рота на 8 костурска дружина[12]
- Реджеб Бекиров, български революционер от ВМОРО
- Тале Андонов (1890 – след 1943), български революционер
- Христо Наумов (1870 - 1916), завършил медицина в Монпелие в 1896 година,[13] санитарен майор, загинал през Първата световна война[14]
- Цветко Узуновски (1916 – 1994), югославски и македонски политик
- Щерьо Димитров (? – 1934), дърворезбар и член на Илинденската организация

Починали в Царедвор
- Димитър Кръстев Петров (? – 1918), български военен деец, младши подофицер, загинал през Първата световна война[15]
- Петко Нинов Венков (? – 1917), български военен деец, старши подофицер, загинал през Първата световна война[16]